# 髙濱祐仁
- 高濱祐仁
- 高浜祐仁

髙濱 祐仁（たかはま ゆうと、1996年8月8日 - ）は、佐賀県佐賀市出身の元プロ野球選手（外野手、内野手）。右投右打。
実兄は元プロ野球選手の髙濱卓也。苗字については、報道やスコアボードなどで「高浜」と記されることがある。

## 経歴

### プロ入り前
小学校2年生のときに野球を始めると金田中学校時代に「飯塚ライジングスターボーイズ」でプレー。対外試合通算で30本塁打を記録し、3年時にはジャイアンツカップでの優勝を経験した。
実兄・卓也に続き、中学校からの卒業後に横浜高校へ進学。卓也と同じく、硬式野球部で渡辺元智の指導を受けた。同級生には、伊藤将司や渡邊佳明、在学中に祐仁とのコンビで「AT砲」と称され、プロ野球でも同僚となる淺間大基などがいる。
1年の夏の第94回選手権神奈川大会で「4番・三塁手」に抜擢されると初戦の第1打席で推定飛距離120メートルの場外本塁打、5回戦では同級生の1番・淺間大基と揃って本塁打を打った。2年の夏の第95回選手権神奈川大会では、準々決勝で桐光学園高校の松井裕樹から本塁打を打った後に、阪神甲子園球場の本大会へ出場。本大会では、全2試合に「4番・遊撃手」としてスタメンに起用されると、通算打率.111ながら1本塁打3打点を記録した。3年の時には、春の第86回選抜高等学校野球大会で「4番・遊撃手」として1回戦でスタメンに起用。4打数2安打2打点と活躍したがチームは初戦敗退を喫した。夏の第96回全国高等学校野球選手権大会神奈川大会準決勝で東海大相模高校の青島凌也（後Honda）、1学年下の吉田凌に1安打4三振と振るわず、小笠原慎之介に最後の打者も抑えられ、ベスト4。高校在学中には、対外試合で通算32本塁打を記録。
2014年度NPBドラフト会議にて北海道日本ハムファイターズから淺間が3巡目、自身が7巡目指名を受け、契約金2000万円、年俸480万円（金額は推定）という条件で、淺間と揃って入団。入団当初の背番号は62。

### 日本ハム時代
2015年には、二軍春季キャンプ中の2月8日に開かれた紅白戦で、淺間と揃って実戦デビュー。一軍公式戦へのデビューでは淺間に先を越されたが、シーズン終盤の9月30日の対千葉ロッテマリーンズ戦（札幌ドーム）で、「9番・三塁手」としてスタメンで初出場を果たした。一軍公式戦への出場はこの試合だけで、2打数ノーヒットに終わった。イースタン・リーグの公式戦には、チーム最多の109試合に出場し、規定打席へ到達。リーグ12位の打率.256（390打数100安打）、6本塁打、チーム2位の48打点という成績を残した。
2016年には、一軍公式戦への出場機会がなかったものの、イースタン・リーグ公式戦92試合に出場。前年に続いて同リーグの規定打席へ到達。リーグ10位の打率.262、8本塁打、白根尚貴と並んでリーグ最多の23二塁打を記録した。
2017年には、イースタン・リーグ公式戦で、開幕から4月末までに25試合へ出場。リーグトップの32安打、リーグ2位の.337を記録し、3・4月の同リーグ月間MVPを受賞した。シーズン通算では92試合の出場で、打率.295ながら首位打者のタイトルを獲得し、自己最多の9本塁打を打った。一軍公式戦には、シーズン終盤に3試合出場。最初の出場は9月20日の対福岡ソフトバンクホークス戦（札幌ドーム）で、「6番・指名打者」としてスタメンに起用されると、6回裏の第3打席で一軍公式戦初安打を打った。
2018年には、イースタン・リーグ公式戦でチームトップの104試合に出場。4年連続で規定打席に到達したものの、リーグ22位の打率.205にとどまり、一軍公式戦への出場機会はなかった。シーズン終了後に参加したフェニックスリーグからは、二塁の守備にも本格的に取り組み始めた。
2019年には、イースタン・リーグ公式戦59試合に出場。入団後初めて規定打席を割り込み、打率も.220どまりで、前年に続いて一軍から遠ざかった。シーズン終了後の10月24日に、球団から支配下選手契約の解除を通告。12月2日にはNPBの規定で自由契約選手として公示されたが、実際には11月19日に育成選手として契約を更改するとともに、背番号を162へ変更した。この年には、ロッテに在籍する実兄の卓也も、椎間板ヘルニアの手術を受ける前提で、支配下選手契約の解除通告を経て育成選手契約へ移行した。
2020年には、春季二軍キャンプから打撃が好調。イースタン・リーグ公式戦では、7月7日の時点で5試合の出場ながら、リーグトップの打率.444を記録していた。一軍で開幕から三塁手としてスタメンに起用されていた野村佑希が同日に右手の小指を骨折したことを背景に、翌8日付で、卓也より早く支配下登録選手へ復帰。背番号も91へ変更すると、8日中に出場選手登録を果たした。尚、高濱は日本ハム球団に於いて育成選手から支配下選手となった初めての選手である。7月9日の対オリックス・バファローズ戦（京セラドーム大阪）で、「7番・一塁手」としてスタメンで一軍公式戦へ3シーズンぶりに出場。ユニフォームの新調が間に合わなかったため、オリックス側からの許可を得たうえで育成選手時代のユニフォームを着用したが、6回表の第3打席で一軍公式戦1022日ぶりの安打を打った。
2021年には、4月11日の対オリックス戦(京セラドーム大阪)で能見篤史からプロ初本塁打を記録。5月1日に新型コロナウイルス陽性と判定され、一軍登録を抹消されたが、同25日に復帰。6月5日の対読売ジャイアンツ戦では戸郷翔征から代打満塁本塁打を放つなど、打撃面で存在感を示した。7月6日の対埼玉西武ライオンズ戦（旭川スタルヒン球場）で39試合連続無失点を続けていた平良海馬からサヨナラ二塁打を打ち、これが平良の連続無失点記録を途切れさせる一撃となった。一塁手のレギュラーだった中田翔の不振・二軍落ちの間に台頭し、中田の移籍後には一塁手のレギュラーとして定着。新型コロナウイルス感染から復帰した後は、一度も二軍落ちすることはなかった。11月30日に背番号が31に変更されることが発表された。
2022年は5月11日に同年初昇格を果たす。しかし昇格後は結果が出せず、5月23日に一軍登録を抹消された。7月23日に日本ハムが｢感染拡大防止特例2022｣を適用し、PCR検査で新型コロナウイルス陽性判定を受けていた石井一成と田宮裕涼を抹消し、コナー・メネズ、渡邉諒と共に代替選手として登録された。即先発出場を果たし、同年初打点や同年初安打を記録するも、7月29日に実施されたPCR検査で新型コロナウイルス陽性判定を受け、同日の試合前に一軍登録を抹消された。

### 阪神時代
2022年10月18日、渡邉諒とともに江越大賀、齋藤友貴哉との2対2の交換トレードで阪神へ移籍することが両球団から発表された。背番号は43。
2023年2月27日にポジションが外野手へ変更となった。阪神移籍後は1度も一軍に昇格を果たせず、2024年10月1日に戦力外通告を受けた。

### 現役引退後
引退後の翌2025年からは阪神のアカデミーコーチに就任。

## 選手としての特徴
長打力と勝負強さが魅力の強打者。守備では、内野全ポジションを守れるユーティリティー性が武器。
高校時代で50メートル走のタイムは6秒5。遠投95メートル。

## 人物
愛称は「はまじ」、「しじみ」。
10歳の時に、実兄・卓也がいた横浜高校が大阪桐蔭高校と対戦した試合を観戦。大阪桐蔭高校の選手として出場していた中田翔が本塁打を打ったシーンを目撃したことをきっかけに、中田へ憧れるようになった。中学3年時には、既にNPBでのプレーを始めていた卓也を通じて、中田からバットをプレゼント。そのバットを、横浜高校時代にも練習で使っていた。また、日本ハムへの入団を機に中田のチームメイトになったことから、入団当初は中田への「弟子入り」を熱望していた。
2015年9月30日の対ロッテ戦（札幌ドーム）では、兄・卓也と一軍公式戦で初の同時出場を果たした。その後も2021年6月26日の試合で5年9か月ぶりに同時出場を果たしている。なお、同年限りで兄・卓也が引退することとなり、高濱は「僕の中では、ずっとヒーロー。ちょっとさみしい部分もあります。球場に行って会えなくなるので」「（同時出場した時は）恥ずかしかったです。これからはそういうことがなくなってしまうので、より一層、お兄ちゃんの分も頑張ろうかなと思います」と語っている。
2019年に戦力外通告を受け、球団から育成契約を打診された際、当初は支配下での契約を目指し、12球団合同トライアウトに参加する考えだったが兄・卓也から「育成でもNPBに残れるんであれば、支配下に戻るチャンスが必ずある」と話され、育成選手として日本ハムに残った。

## 詳細情報

### 年度別打撃成績
| 年 度     | 球 団     | 試 合 | 打 席 | 打 数 | 得 点 | 安 打 | 二 塁 打 | 三 塁 打 | 本 塁 打 | 塁 打 | 打 点 | 盗 塁 | 盗 塁 死 | 犠 打 | 犠 飛 | 四 球 | 敬 遠 | 死 球 | 三 振 | 併 殺 打 | 打 率 | 出 塁 率 | 長 打 率 | O P S |
| --------- | --------- | ----- | ----- | ----- | ----- | ----- | -------- | -------- | -------- | ----- | ----- | ----- | -------- | ----- | ----- | ----- | ----- | ----- | ----- | -------- | ----- | -------- | -------- | ----- |
| 2015      | 日本ハム  | 1     | 2     | 2     | 0     | 0     | 0        | 0        | 0        | 0     | 0     | 0     | 0        | 0     | 0     | 0     | 0     | 0     | 0     | 0        | .000  | .000     | .000     | .000  |
| 2017      | 日本ハム  | 3     | 12    | 11    | 0     | 2     | 0        | 0        | 0        | 2     | 0     | 0     | 0        | 0     | 0     | 1     | 0     | 0     | 5     | 0        | .182  | .250     | .182     | .432  |
| 2020      | 日本ハム  | 10    | 23    | 19    | 4     | 6     | 0        | 0        | 0        | 6     | 0     | 0     | 0        | 2     | 0     | 2     | 0     | 0     | 6     | 0        | .316  | .381     | .316     | .697  |
| 2021      | 日本ハム  | 107   | 404   | 367   | 34    | 96    | 21       | 1        | 8        | 143   | 43    | 2     | 0        | 11    | 2     | 23    | 1     | 1     | 82    | 10       | .262  | .305     | .390     | .695  |
| 2022      | 日本ハム  | 7     | 18    | 17    | 0     | 1     | 0        | 0        | 0        | 1     | 1     | 0     | 0        | 0     | 1     | 0     | 0     | 0     | 12    | 0        | .059  | .056     | .059     | .114  |
| 通算：5年 | 通算：5年 | 128   | 459   | 416   | 38    | 105   | 21       | 1        | 8        | 152   | 44    | 2     | 0        | 13    | 3     | 26    | 1     | 1     | 105   | 10       | .252  | .296     | .365     | .661  |

- 2024年度シーズン終了時

### 年度別守備成績
| 年 度 | 球 団    | 一塁  | 一塁  | 一塁  | 一塁  | 一塁  | 一塁     | 二塁  | 二塁  | 二塁  | 二塁  | 二塁  | 二塁     | 三塁  | 三塁  | 三塁  | 三塁  | 三塁  | 三塁     |
| 年 度 | 球 団    | 試 合 | 刺 殺 | 補 殺 | 失 策 | 併 殺 | 守 備 率 | 試 合 | 刺 殺 | 補 殺 | 失 策 | 併 殺 | 守 備 率 | 試 合 | 刺 殺 | 補 殺 | 失 策 | 併 殺 | 守 備 率 |
| ----- | -------- | ----- | ----- | ----- | ----- | ----- | -------- | ----- | ----- | ----- | ----- | ----- | -------- | ----- | ----- | ----- | ----- | ----- | -------- |
| 2015  | 日本ハム | -     | -     | -     | -     | -     | -        | -     | -     | -     | -     | -     | -        | 1     | 0     | 1     | 1     | 0     | .500     |
| 2020  | 日本ハム | 8     | 43    | 0     | 0     | 2     | 1.000    | 3     | 3     | 6     | 0     | 1     | 1.000    | -     | -     | -     | -     | -     | -        |
| 2021  | 日本ハム | 95    | 801   | 59    | 5     | 64    | .994     | 3     | 3     | 5     | 0     | 0     | 1.000    | -     | -     | -     | -     | -     | -        |
| 2022  | 日本ハム | 2     | 24    | 0     | 0     | 2     | 1.000    | 1     | 1     | 2     | 0     | 2     | 1.000    | -     | -     | -     | -     | -     | -        |
| 通算  | 通算     | 105   | 868   | 59    | 5     | 68    | .995     | 7     | 7     | 13    | 0     | 3     | 1.000    | 1     | 0     | 1     | 1     | 0     | .500     |

- 2024年度シーズン終了時

### 表彰
- 月間サヨナラ賞：1回（2021年7・8月）
- ファーム月間MVP：1回（2017年3・4月）

### 記録
初記録
- 初出場・初先発出場：2015年9月30日、対千葉ロッテマリーンズ22回戦（札幌ドーム）、「9番・三塁手」で先発出場
- 初打席：同上、3回裏にチェン・グァンユウから左飛
- 初安打：2017年9月20日、対福岡ソフトバンクホークス24回戦（札幌ドーム）、6回裏にリック・バンデンハークから中前安打
- 初本塁打・初打点：2021年4月11日、対オリックス・バファローズ3回戦（京セラドーム大阪）、8回表に能見篤史から左中間越ソロ
- 初盗塁：2021年8月27日、対埼玉西武ライオンズ12回戦（メットライフドーム）、8回表に二盗（投手：マット・ダーモディ、捕手：柘植世那）

### 登場曲
- 「Ayo」Chris Brown & Tyga（2016年 - 2019年）
- 「Life goes on」平井大（2020年）
- 「Conversations」ジュース・ワールド（2020年）
- 「題名のない今日」平井大（2021年）
- 「Rise」Jonas Blue（2021年）

### 背番号
- 62（2015年[10] - 2019年）
- 162（2020年[21] - 同年7月7日）
- 91（2020年7月8日[25] - 2021年）
- 31（2022年[29]）
- 43（2023年[36] - 2024年）